# 清豐里
22°44′51″N 120°19′20″E / 22.747388°N 120.3221365°E
清豐里，位於楠梓區最北端，地勢低窪，其中日治時期的大字‘土庫窟’、‘芎蕉腳’皆位於本里。
清豐里屬於後勁東隅和國道一號交流道的一環，也是往來大岡山地區與舊高雄市的樞紐，本里因房價普遍偏低，獲得不少換屋族青睞，且擁有多項量販店，離楠梓火車站、捷運紅線皆近，加上未來橋科二期南向進駐而受惠，又都市更新等運動，生活機能成熟，及高雄大學和高雄第一科技大學的設立，使得本里已逐漸成為學風鼎盛、人潮匯集的生活圈。

## 歷史
本里清朝時期稱為「塗庫庄」，相傳民眾移民至此後，伐竹興築屋舍倉庫。當時居民在建築時，會使用竹篾做為支架，外壁則塗敷上當地特有的黏性土壤和白灰，故得「塗庫」之名。日治時期改名「土庫」，並將該地分為「土庫窟」及「芎焦腳」兩個大字。中華民國時期後改名清豐里。

## 地理
本里東邊與大社區相接，南邊與東寧里及五常里相鄰，西邊及北邊與橋頭區相鄰。本里中部有典寶溪橫貫其中，東北方則有三塊厝水溝流經。

## 建設
- 土庫清福寺：建於明朝永曆年間，為土庫地區的信仰中心[6][7]。
- 楠梓高中
- 國立高雄科技大學第一西校區運動場
- 清豐棒球場
- 清福公園
- 清泰公園
- 土庫公園
- 清豐公園
- 立民公園
- 旗楠生態自然公園
- 芎蕉公園

## 公車站
- 港都客運
  - 6A、6B :   左營南站↔萬金路 經站點：
    - 仁翔社區
    - 常德路
    - 安泰街
    - 立安路
    - 立民路

  - 7A、7B：加昌站↔高師大燕巢校區（歸燕食巢） 經站點：
    - 楠梓運動園區（土庫路）
    - 清豐里
    - 北國麗景

  - 7C：高科大（燕巢)↔加昌站
經站點：
    - 清豐路口（楠梓路）
    - 土庫二路
    - 台糖花卉中心
    - 楠梓高中（創新路）
    - 芎林六街口
    - 高科大（第一西校區）

  - 7D：加昌站↔樹德科技大學
經站點：
    - 北國麗景

## 公共自行車
- 土庫清豐二路口東北側 (土庫一路60號前人行道、家樂福新楠店)
- 楠梓高中 (清豐棒球場)
- 楠梓國小 (楠梓國中、楠梓區衛生所)
- 清豐公有停車場 (清泰公園)
- 清豐土庫路口 (清豐一路/土庫一路口北側人行道、家樂福新楠店)
- 國立高雄科技大學第一校區 (卓越路校門口西北側人行道/創新路)
- 清豐公園 (尚未設置)

## 人口
|  | 由于已知的技术原因，图表暂时不可用。带来不便，我们深表歉意。 |

|  | 由于已知的技术原因，图表暂时不可用。带来不便，我们深表歉意。 |

|  | 由于已知的技术原因，图表暂时不可用。带来不便，我们深表歉意。 |

|  | 由于已知的技术原因，图表暂时不可用。带来不便，我们深表歉意。 |

- 清豐里是高雄市人口第五多的里[a]，人口成長穩定。

| 月份 | 戶數   | 人口   | 男     | 女     | 消長 |
| ---- | ------ | ------ | ------ | ------ | ---- |
| 1    | 10,234 | 27,381 | 13,448 | 13,933 | +94  |
| 2    | 10,246 | 27,446 | 13,462 | 13,984 | +65  |
| 3    | 10,260 | 27,474 | 13,469 | 14,005 | +28  |
| 4    | 10,266 | 27,526 | 13,485 | 14,041 | +52  |
| 5    | 10,285 | 27,590 | 13,517 | 14,073 | +64  |
| 6    | 10,297 | 27,594 | 13,515 | 14,079 | +4   |
| 7    | 10,321 | 27,629 | 13,529 | 14,100 | +35  |
| 8    | 10,345 | 27,659 | 13,546 | 14,113 | +30  |
| 9    | 10,365 | 27,677 | 13,558 | 14,119 | +18  |
| 10   |        |        |        |        |      |
| 11   |        |        |        |        |      |
| 12   |        |        |        |        |      |

## 外部連結
註釋
1. ↑  僅次於左營區福山里、左營區菜公里、鼓山區龍水、左營區新上里

參考文獻
1. ↑  . 高雄市政府.   [2020-04-28]. （原始内容存档于2020-08-13）.
2. ↑  . 高雄市政府.   [2020-04-28]. （原始内容存档于2020-04-27）.
3. ↑  許家禎. . NOWnews 今日新聞. 2020-04-10  [2020-04-29]. （原始内容存档于2020-11-04） （中文（臺灣））.
4. ↑  . m.mygonews.com.   [2020-04-29].
5. 1 2  . www.arcgis.com.   [2020-04-29].
6. 1 2  . crh.khm.gov.tw.   [2020-04-29].[]
7. ↑  . 高雄市楠梓區清豐里.   [2020-04-29] （中文（臺灣））.